# 安吉拉·阿伦茨
安吉拉·简·阿伦茨女爵士，DBE（1960年6月7日—)是一位美国的商业经理，2006年至2014年间，阿伦茨曾任巴宝莉公司的首席执行官。她在2014年离职后加入苹果公司，并在2014年至2019年间任苹果公司负责零售业务的高级副总裁。阿伦茨名列《福布斯》杂志2015年“世界百名权威女性”名单的第25位。在2016年解散前，她也曾是英国首相商业咨询委员会的一员。

## 事业

### 苹果公司
2013年10月15日，媒体发布消息，当年春季从巴宝莉离职的阿伦茨将作为负责零售和线上销售的高级副总裁加入苹果公司的管理层，以填补约翰·布劳伊特2012年10月离职以来造成的空缺。2014年5月，阿伦茨以负责零售和线上销售的高级副总裁身份出现在苹果公司官方网站的管理层名单中，说明她正式履新。
根据苹果公司提交给美国证券交易委员会的2015年度代理声明，阿伦茨在2014年的薪水为7000万美元，超过包括首席执行官蒂姆·库克在内的所有管理层成员。根据2016年8月阿伦茨申报的数据，她持有苹果公司约1100万美元的股份。阿伦茨是苹果公司高级管理人员中唯一的女性。
2019年2月6日，苹果公司宣布阿伦茨将在同年四月离开苹果公司，她担任的职位将由苹果公司人事副总裁Deirdre O’Brien接替。